# Людвіг Вільгельм Гілберт
Людвіг Вільгельм Гілберт (нім. Ludwig Wilhelm Gilbert. Ludwig Wilhelm Gilbert; 12 серпня 1769, Берлін — 7 березня 1824, Лейпциг) — німецький фізик.

## Біографія
Вищу освіту і ступінь доктора філософії отримав у 1794 році в Університеті Мартіна Лютера, де по закінченні курсу став читати лекції по математиці й фізиці. По смерті Грена, Гілберт замінив його, як професора фізики і хімії і як редактора наукового журналу «Gren's Annalen der Physik». У 1811 році прийняв запрошення Лейпцизького університету зайняти кафедру фізики, на котрій і лишався до самої смерті.
Наукові праці Гілберта торкалися найбільш різнобічних наук: географії («Handbuch für Reisende durch Deutschland»), історії математики («De natura, constitutione et historia matheseos primae etc.»), геометрії («Die Geometrie nach Legendre, Simpson etc.»), хімії («Dissertatio historico-critica de mistiarum chemicarum simplicibus et perpetuis rationibus earumque legibus nuper detectis»), гігієні («Fur jeden verständliche Anweisung, wie man es anzufangen habe, um bei bösartigen Fieber-Epidemien aller Art sich gegen Ansteckung zu schützen») й інші.
Але головну його заслугу склало 26-літнє редагування журналу, який видавався спершу під заголовком «Gilbert's Annalen d. Physik» (1798—1819), а потім «Gilbert's Annalen d. Physik und der physikalischen Chemie» (1819—1824). Журнал став органом всіх видатних європейський вчених того часу (Гумбольдта, Пуассона, Фур'є, Хладні, Поггендорфа, Араго, Герапата, Сэбіна, Сосюра і багато інших) і літописом успіхів фізики й молодої в той час хімії. Гілберт був членом майже всіх вчених громад його пори.